# Showtime
Pour les articles homonymes, voir Showtime (homonymie).
Showtime est une chaîne de télévision payante américaine appartenant à Paramount Media Networks et lancée le 1er juillet 1976, qui diffuse principalement des films, mais également quelques séries originales, ainsi que, occasionnellement, quelques combats de boxe. Elle a comme principale concurrente la chaîne HBO.
Showtime a également été l'une des premières chaînes de télévision câblées à diffuser une version haute définition de sa programmation.

## Chaînes

### Liste des chaînes
- Showtime (SHO) : Chaîne principale.
- Showtime 2 (SHO2) : Chaîne secondaire lancée en 1991, portait le nom de Showtime Too entre 2001 et 2006. Elle diffuse des films et séries à des heures différentes.
- Showcase (SHO3) : Similaire à Showtime 2, portait le nom de Showtime 3 entre 1996 et 2001. Elle diffuse des films.
- Showtime Beyond (SHOB) : Chaîne lancée en 1999, elle diffuse un mélange de films de science fiction, de fantaisie et d'horreur ainsi que des séries sci-fi originales de Showtime.
- Showtime Extreme (SHOX) : Lancée en 1998, la chaîne diffuse plus de 60 films par mois : action, aventure, thriller, gangster et arts martiaux... et un programme double les dimanches sur une star de films d'action.
- Showtime Family Zone (SHOF) : Lancée en 2001, la programmation est orientée vers la famille, incluant des films et spéciaux à l'attention d'un auditoire jeune. Tous les films ont une cote G, PG, ou PG-13.
- Showtime Next (SHON) : Lancé en 2001, la chaîne diffuse plus de 50 films par mois à l'attention des adultes de 18–24 ans; ainsi que des courts métrages et séries animées.
- Showtime Women (SHOW) : Lancé en 2001, la chaîne s'adresse aux femmes ; principalement des films, séries originales de Showtime et programmation spéciale pour la femme.

Toutes les chaînes, sauf Showtime Family Zone, sont distribués en haute définition.

### Autres services

#### Showtime on Demand
Service de vidéo à la demande des programmes de la chaîne disponible gratuitement pour tous les abonnés.

#### Showtime Anytime
Site internet et application de streaming des programmes de la chaîne disponible gratuitement pour tous les abonnés. 

#### Showtime (SVOD, VOD par Abonnement)
Service de vidéo à la demande des programmes de la chaîne disponible aux non abonnés à la chaîne. Le service est facturé 10,99 $ par mois (ou 8,99 $ s'il est souscrit à partir d'un compte Amazon Prime ou Hulu).

## Canada
La chaîne n'est pas autorisée pour la distribution au Canada. Ses séries originales se retrouvaient sur les chaînes de télévision payantes The Movie Network et Super Channel. Bell Canada a obtenu un contrat d'exclusivité pour la diffusion de toutes les nouvelles séries ainsi que le catalogue pour son service de vidéo sur demande Crave.

## Programmation

### Actuel

#### Drames
- Billions (2016–en cours)
- The Chi (2018–en cours)
- Dexter: New Blood[4] (suite de Dexter, depuis le 7 novembre 2021)
- Super Pumped (depuis le 27 février 2022)
- The Agency (2024)

#### Comédies
- Back to Life (en) (comédie britannique, depuis le 10 novembre 2019)[5]

### Séries anciennement diffusées
- 33 Brompton Place (en) (1982)
- The Affair (2014–2019)
- American Gigolo (2022)
- American Rust (en)[6] (2021, puis sur Amazon Freevee)
- Beach Heat: Miami (en) (2010–2012)
- The Big C (2010–2013)
- Black Monday[7] (2019–2021)[8]
- Body Language (en) (2008–2010)
- The Borgias (2011–2013)
- Brotherhood (2006–2008)
- Californication (2007–2014)
- City on a Hill[9] (2019–2022)[10]
- Dead Like Me (2003–2004)
- Dexter (2006–2013)
- Dice (2016–2017)
- Episodes (2011–2017)
- Escape at Dannemora (mini-série, 2018)
- Fat Actress (2005)
- The First Lady (2022)
- Flatbush Misdemeanors (en) (2021–2022)
- The Good Lord Bird[11] (2020)[12]
- Guerrilla (en)[13] (mini-série, 2017)
- Happyish (2015)
- Homeland (2011–2020)
- House of Lies (2012–2016)
- Huff (2004–2006)
- Ill Behavior (série britannique de la BBC, 2017)[14]
- I Love That for You (en) (2022)
- I'm Dying Up Here (2017–2018)
- Jeremiah (2002–2004)
- Kidding (2018–2020)
- Leap Years (en) (2001–2002)
- Let the Right One In (2022)
- The Loudest Voice[15] (mini-série, 2019)[16]
- The L Word (2004–2009)
- The L Word: Generation Q[17] (spin-off, 2019–2023)[18]
- The Man Who Fell to Earth (2022)
- Les Maîtres de l'horreur (Masters of Horror) (2005–2007)
- Masters of Sex (2013–2016)
- Cape Wrath (Meadowlands) (2007)
- Moonbase 8 (en) (2020)[19]
- Nurse Jackie (2009–2015)
- Odyssey 5 (2002)
- On Becoming a God in Central Florida (2019)[20]
- Au-delà du réel : L'aventure continue (The Outer Limits) (1995–2002)
- The Paper Chase (en) (1983–1986)
- Patrick Melrose (mini-série, 2018)
- Penny Dreadful (2014–2016)
- Penny Dreadful : City of Angels[21] (spin-off, 2020)[22]
- Poltergeist : Les Aventuriers du surnaturel (Poltergeist: The Legacy) (1996–1999)
- Queer as Folk (2000–2005)
- Ray Donovan (2013–2020)
- Rebel Highway (1994)
- Red Shoe Diaries (1992–1997)
- Resurrection Blvd. (en) (2000–2002)
- Roadies (2016)
- Rude Awakening (1998–2001)
- Journal intime d'une call girl (Secret Diary of a Call Girl) (2007–2011)
- Shameless (2011–2021)
- Sherman Oaks (1995–1997)
- Sleeper Cell (2005–2006)
- SMILF (2017–2019)
- Soul Food : Les Liens du sang (Soul Food) (2000–2004)
- Stargate SG-1 (1997–2002) puis Sci-Fi Channel jusqu'en 2007
- Total Recall 2070 (1999)
- Les Tudors (The Tudors) (2007–2010)
- Twin Peaks (2017)
- United States of Tara (2009–2011)
- Web Therapy (2011–2015)
- Weeds (2005–2012)
- White Famous (2017)
- Who Is America? (comédie satirique, 2018)[23]
- Work in Progress (2019–2021)[24]
- Your Honor[25] (basée sur une série israélienne, 2020–2023)[26]

#### Animation
- Our Cartoon President (en) (2018–2020)[27]

#### Anciennes téléréalités
- The Real L Word (2010–2012)
- Dave's Old Porn (en) (2011–2012)
- Polyamory: Married & Dating (en) (2012–2013)
- Gigolos (en) (2011–2016)